# 比于克永賈勒
比于克永賈勒是土耳其的城鎮，位於該國西北部，距離首府泰基爾達僅8公里，由泰基爾達省負責管轄，海拔高度130米，主要經濟活動有農業和畜牧業，2011年人口10,072。